# بانکستون (آیووا)
بانکستون (به انگلیسی: Bankston) شهری در ایالت آیووا کشور ایالات متحده آمریکا است که جمعیت آن در سرشماری سال ۲۰۱۰ میلادی، ۲۵ نفر بوده‌است.